# M.C. Bakker
Maarten Cornelis Bakker, beter bekend als M.C. Bakker (Amsterdam, 16 mei 1900 – Warnsveld, 28 december 1988), was een Nederlands honkballer en sportbestuurder.

## Loopbaan
Bakker was de oprichter van de Haarlemse honkbal en softbal propagandavereniging De Kieviten in 1938. Hij was in de beginjaren van de georganiseerde honkbalsport een van de grote promotors en pioniers van de sport in Nederland. Hij zorgde er mede voor dat de sport zich ging verbreiden over het gehele land en dat er een bond werd opgericht. 
Hij was zelf lid van het Nederlands honkbalteam waarvoor hij zes interlands speelde. Bakker speelde voor Quick in Amsterdam, waarmee hij in 1922, 1925 en 1935 landskampioen werd. Na zijn actieve sportcarrière werd hij coach en trainer en tevens de eerste internationale honkbalscheidsrechter vanuit Nederland bij de FEB, de Europese Honkbal Federatie. Op 13 juli 1985 werd hij opgenomen in de Hall of Fame van de KNBSB.